# 大西洋理事會
大西洋理事会（Atlantic Council）是美国一個國際關係學领域的一个智庫，成立于1961年。該智庫立場上倾向于大西洋主義，总部位於华盛顿哥伦比亚特区。